# Noam Dar
Noam Dar (Hebreo: נועם דר; (nacido el 28 de julio de 1993) es un luchador profesional escocés nacido en Israel, actualmente trabaja para WWE, luchando en la marca NXT. 
Él también ha trabajado para Total Nonstop Action Wrestling (TNA) y su serie británica del campo de bota, Progress Wrestling, Insane Championship Wrestling (ICW), Dragon Gate UK (DGUK) Revolution Pro Wrestling (RPW), Westside Xtreme Wrestling (wXw), Global Force Wrestling (GFW) y Ring Of Honor (ROH). Dar es un excampeón de ICW Zero-G dos veces y un excampeón de peso crucero de PCW, entre otros campeonatos y logros.
Antes de ser firmado por WWE participó en él WWE Cruiserweight Classic en 2016.

## Primeros años de vida
Noam Dar nació en Be'er Ya'akov el 28 de julio de 1993. Se mudó con su familia a Escocia a la edad de cinco años y se crio en Ayr, donde se convirtió en seguidor del equipo de fútbol Rangers.

## Carrera

### Circuito independiente (2008-2016)
Dar debutó en el circuito independiente británico a la edad de 15 años, trabajando para promociones escocesas como British Championship Wrestling y Premiere British Wrestling. Dar tendría su primera experiencia internacional luchando en España para "European Invasion" de Dragon Gate y Zero1 Spain, con esfuerzos ganadores sobre Colin McKaye y Sean South, respectivamente.
El 1 de mayo de 2011, Dar capturó su primer campeonato al convertirse en la mitad de los campeones en parejas de la Premier British Wrestling (PBW) con Liam Thomson, manteniendo los títulos durante más de 11 meses, con seis defensas del título, antes de perderlos ante el equipo de Lionheart y Wolfgang.
Dar participó en un torneo para convertirse en el campeón mundial de peso pesado de One Pro Wrestling 1PW en febrero de 2011; No tuvo éxito, pero más tarde ese año se convirtió en el último campeón de peso abierto de 1PW, ganando el título vacante en un combate a cuatro bandas con Marty Scurll, Kris Travis y Joey Hayes y defendiéndolo con éxito contra Bad Bones y Kid Kash en el show final de 1PW.
En octubre de 2011, Dar trabajó en un dark match para el evento "Yosuka vs Shingo 3" de Dragon Gate UK, en un esfuerzo ganador contra Daniel Robert.
Dar terminó el 2011 con otro viaje al extranjero, logrando una victoria sobre MK McKinnan para Westside Xtreme Wrestling (wXw), lo que lo calificó para regresar en 2012 para competir en una serie de combates en los shows de wXw 16 Carat Gold 2012.
En 2011, Dar comenzó a trabajar en combates de alto perfil, desafiando varias veces por los campeonatos de peso pesado y abierto de BCW, aunque sin éxito, y luchando contra oponentes de renombre como Eddie Edwards para IPW, continuando la disputa hasta 2012. Para la promoción Revolution Pro Wrestling, Dar luchó Jerry Lynn y desafiaron a Prince Devitt por el Campeonato de Peso Crucero de RPW. Dar participó en el torneo SWE Speed King Championship, clasificándose para la final con una victoria sobre Spud pero sin poder capturar el campeonato. Dar compitió sin éxito en dos torneos para IPW, perdiendo ante Sami Callihan en un partido de cuartos de final para el IPW: Campeonato de peso crucero del Reino Unido y una derrota en la primera ronda ante Zack Sabre Jr. en un torneo para coronar al primer campeón nacional británico.
En abril de 2012, Dar comenzó a competir para la promoción Pro Wrestling Elite de Lionheart, debutando con una victoria sobre Mark Haskins, antes de perder ante AJ Styles. Dar participó en un torneo para coronar a un campeón mundial de peso pesado de PWE, derrotando a El Ligero y Mikey Whiplash antes de perder ante Andy Wild en la final.
Dar capturó la corona de PBW "King of Cruisers 2012" en un combate a seis bandas para terminar un año exitoso en la promoción.
En 2013, Dar regresó a Dragon Gate UK, trabajando en una serie de partidos contra Yamato, Jimmy Susumu y Masaaki Mochizuki.
RPW invitó a Dar a regresar para una serie de espectáculos en los que derrotó a Mark Andrews en su regreso, pero perdió competencias ante Michael Elgin y Marty Scurll.
Dar terminó 2013 capturando finalmente el Campeonato de peso abierto de BCW de manos de Andy Wild, Dar mantendría el campeonato durante más de un año antes de perderlo ante Kenny Williams en abril de 2015. A Dar se le concedió un revancha por el título contra Williams en una triple amenaza que también involucra a Will Ospreay, pero Williams retuvo.
Entre 2014 y 2015, Dar tuvo una disputa de tres combates con Grado por el Campeonato Mundial Peso Pesado de PWE, donde Dar obtuvo por primera vez una victoria por descalificación, en una revancha posterior lucharon sin competencia antes de que Grado finalmente saliera victorioso en una tercera defensa, terminando su enemistad. Durante este período, Dar también obtuvo una notable victoria sobre Christopher Daniels.
A finales de 2015, Dar debutó para Global Force Wrestling (GFW), derrotando a Chris Ridgeway.
Como resultado de ganar el "Elite Rumble" de PWE, Dar recibió otra oportunidad por el Campeonato Mundial Peso Pesado de PWE. Dar logró destronar a Iestyn Rees por el título el 23 de julio de 2016 en el programa "Five Year Anniversary: Dar Wars - The Final Episodio" de PWE.

### Insane Championship Wrestling (2010–2016, 2019–presente)
Dar debutó en Insane Championship Wrestling (ICW) con una victoria sobre The Highlander antes de ganar un torneo para convertirse en el campeón inaugural de ICW Zero-G. Dar mantuvo el título durante 266 días (el reinado más largo en la historia del título) antes de perderlo ante Lionheart. Dar recuperó el campeonato menos de dos meses después para convertirse en el primer dos veces campeón de ICW Zero-G. El segundo reinado de Dar duraría 252 días, donde fue derrotado por Andy Wild.
En 2012, Dar desafiaría sin éxito tanto por los títulos en parejas de ICW como por el campeonato de peso pesado de ICW.
De 2013 a 2015, Dar continuaría su búsqueda de campeonatos en ICW, desafió sin éxito a los campeones posteriores Mark Coffey, Wolfgang, Kenny Williams y Stevie Boy para recuperar el Campeonato ICW Zero-G y comenzó a formar equipo con Kenny Williams como Champagne Superbollocks para desafiar. Polo Promotions para los Campeonatos en Parejas de ICW en dos ocasiones, una (rápidamente interrumpida) sin competencia y una derrota. Sin embargo, después de una serie Best of Five con Joe Coffey donde Dar fue superado 3-2 y una larga disputa con la figura de autoridad de ICW, Red Lightning, Dar terminaría 2015 en lo más alto de ICW al derrotar a Joe Hendry en un Lucha contra el contendiente #1 por el Campeonato Mundial de Peso Pesado de la ICW y obtiene una victoria sobre el ex dos veces campeón Drew Galloway.
Dar permaneció prominente en ICW durante 2016, ingresando al Square Go! partido y desafiante por el Campeonato Zero-G además de victorias sobre Doug Williams, Sha Samuels y Liam Thomson. Dar estuvo en uno de los tres eventos principales del iPPV debut de ICW, Shug's Hoose Party 3, haciendo equipo con Sha Samuels y Grado como "Team Mark Dallas" para derrotar a The Black Label (Drew Galloway, Jack Jester y Wolfgang), restaurando así 50% de la propiedad de ICW para Mark Dallas.
Debido a su firma con WWE, el último combate de Dar en ICW fue contra Andy Wild el 11 de septiembre de 2016. Dar perdió antes de dar un discurso de despedida y recibir una ovación de la multitud y del plantel de ICW.
Dar regresó a ICW solo por una noche el 29 de julio de 2017 para Shug's Hoose Party 4, Night One, junto a Sha Samuels en un esfuerzo ganador contra Joe Coffey y Bram.
El 11 de noviembre de 2018, se anunció que Dar haría una nueva aparición en ICW Fear and Loathing XI, formando equipo con Wolfgang y BT Gunn contra British Strong Style. Dar regresó a ICW en la segunda noche de Fear & Loathing XII, y derrotó a Kieran Kelly & Leyton Buzzard en un combate de triple amenaza. Después de dicho combate, Dar fue entrevistado y anunció que regresará a ICW a tiempo completo, además de competir en NXT UK, debido a la expansión global de WWE y la asociación con ICW. En el evento principal de la novena edición anual de Square Go! Evento, Noam Dar derrotó a Stevie Xavier para capturar el título mundial de peso pesado de la ICW por primera vez, algo que nunca logró hacer en su primera etapa con la promoción. Dar es el primer campeón mundial de peso pesado de ICW de ascendencia no británica, ya que nació en Israel de padre israelí.
Después de una prolongada inactividad como campeón debido a la pandemia de COVID-19 y las limitaciones de su contrato con WWE, Dar se vio obligado a dejar vacante el Campeonato Mundial Peso Pesado de ICW, poniendo fin a su reinado a los 583 días.

### Preston Pro Wrestling (2011-2016)
Dar debutó en Preston City Wrestling (PCW) en 2011, luchando hasta llegar a la final de un torneo para coronar al primer campeón de peso pesado de PCW antes de ser superado por T-Bone. Sin embargo, Dar permanecería en la contienda por el título y en 2012 se convirtió en el campeón inaugural de peso crucero de PCW, manteniendo el campeonato durante 168 días antes de perder el título ante Dave Rayne en 2013.
Dar se recuperó en la contienda por el título al ganar el torneo "Road to Glory" de 2013, con victorias sobre CJ Banks, Brian Kendrick y Joey Hayes. La victoria en el torneo le valió otra oportunidad por el Campeonato de Peso Pesado de PCW. Aprovechando su oportunidad de título, luchó contra el campeón Doug Williams hasta un empate por límite de tiempo, antes de desafiar al posterior campeón Lionheart en un esfuerzo fallido. Dar cerró 2013 con una derrota ante Doug Williams, una victoria sobre Johnny Gargano y una derrota en parejas ante Williams y Lionheart, donde Dar formó equipo con Uhaa Nation.
Tras la pérdida del campeonato, Dar seguiría siendo una figura destacada en PCW en 2014 y 2015, luchando contra nombres establecidos como Paul London , Steve Corino. Chris Hero, Tommaso Ciampa   John Morrison y Rob Van Dam. Dar tuvo una violenta pelea de tres partidos con la ex estrella de WWE Drew Galloway, que Dar ganó 2:1.
Debido a una relación de trabajo entre PCW y Ring of Honor (ROH), Dar ha competido en varios "Supershows" de ROH/PCW, luchando contra personajes como Cedric Alexander, Adam Cole, Roderick Strong, Bobby Fish y ACH, además de retar a Jay Lethal por el Campeonato Mundial de ROH.
Dar ingresó al torneo "Road to Glory" de 2016, eliminando a Timothy Thatcher y El Ligero pero eliminado en las semifinales por Drew Galloway. En marzo de 2016, Dar luchó contra Jeff Jarrett en un esfuerzo perdedor para el programa "Global Conflict" de PCW vs GFW. Dar comenzaría un ascenso en la cartelera después de esta derrota, con victorias sobre Phillip Michaels, John Morrison y el campeón de peso pesado de PCW Sha Samuels, en un combate originalmente anunciado como un concurso de campeonato, revertido a un combate sin título por la GM Joanna. Rose tras su victoria.
Dar fue una incorporación sorpresa al evento principal del PPV "Tribute to the Troops 3" el 25 de junio de 2016, derrotando a Drew Galloway y Sha Samuels para ganar el Campeonato de peso pesado de PCW. Retuvo el título dos veces en una noche el 6 de agosto de 2016 en el PPV "Quinto Aniversario", derrotando a Samuels en una revancha y al ganador de "Road to Glory" 2016 y actual campeón en parejas de PCW, Rampage Brown, respectivamente. Dar volvió a retener el Campeonato de peso pesado de PCW el 3 de septiembre de 2016 en el "Collision Course" de PCW.

### Progress Wrestling (2012-2015)
Dar compitió en el primer show de Progress Wrestling en 2012, ingresando a un torneo para convertirse en el Campeón de Progreso inaugural. No tuvo éxito en el torneo, pero luego comenzó una racha ganadora que duraría el resto del año y continuaría en 2013 cuando se convirtió en el contendiente #1 al Campeonato Progress con una victoria sobre Dave Mastiff, pero Dar no pudo desbancar a El Ligero por el título.
En 2014, Dar participó y ganó el primer torneo de la Copa Mundial Progress; representando a Israel derrotó a Darrell Allen (Jamaica), Grado (Escocia) y Rampage Brown (Inglaterra). La victoria en el torneo le valió otra oportunidad en el Campeonato Progress contra Jimmy Havoc. Durante el partido, hizo que Havoc hiciera tapping, pero como el árbitro fue noqueado en ese momento, la decisión no contó y Havoc finalmente ganó.
En 2015, en el Capítulo 18, Dar volvió a desafiar a Havoc por el campeonato en una lucha eliminatoria a seis bandas. Dar eliminó a Mastiff primero, quien luego regresó al partido y atacó a Dar, provocando que él también fuera eliminado. Luego ingresó al torneo inaugural "Super Strong Style 16", pero fue eliminado en la primera ronda por Dave Mastiff debido a la detención del árbitro y una lesión en la historia. Los dos debían reunirse en el Capítulo 20, sin embargo, problemas de viaje impidieron que Mastiff apareciera, por lo que Dar se enfrentó al pastor William Eaver y perdió en lo que se convertiría en el último partido de Progress de Dar.

### Total Non-stop Action Wrestling (2014-2015)
Dar participó en la segunda temporada del British Boot Camp de Total Nonstop Action Wrestling, que fue televisado a nivel nacional en el Reino Unido por Challenge TV. Avanzó a los seis finalistas, pero Mark Andrews finalmente ganó la competencia.
Dar trabajó en varios combates para TNA en el Reino Unido y EE. UU., en particular una derrota en Xplosion ante el ex campeón mundial de peso pesado de TNA, Austin Aries. Como uno de los seis finalistas, Dar acompañó a TNA en su gira por estadios del Reino Unido, donde salió victorioso en un par de combates por equipos y luchó sin competencia con Rampage Brown. 

#### What Cultura Pro Wrestling (2016)
El 2 de junio de 2016, se anunció que Dar formaría parte del roster de What Culture Pro Wrestling. Luchó en su primer combate para la promoción contra Rampage en el episodio del 4 de julio de Loaded, en el que Dar perdió por pinfall. En el episodio del 18 de julio de Loaded, se enfrentó a Joseph Conners en un esfuerzo ganador. En WCPW Built To Destroy, se enfrentó a Jay Lethal por el Campeonato Mundial de ROH , pero fue derrotado por pinfall. En el episodio del 8 de agosto de Loaded, Dar se enfrentó a Will Ospreay y El Ligero en un combate de triple amenaza. Ospreay salió victorioso, tras un OsCutter sobre Dar.
En el episodio del 15 de agosto de Loaded , Dar arriesgó su carrera en WCPW contra Doug Williams para tener la oportunidad de enfrentarse a Cody Rhodes en octubre, y después de un final controvertido, Williams obtuvo la victoria, lo que obligó a Dar a dejar WCPW.

### WWE (2016-presente)

#### Cruiserweight Classic (2016)
El 31 de marzo de 2016, Dar fue anunciado como participante en el próximo torneo Global Cruiserweight Series de WWE. El 1 de mayo de 2016, Dar salió victorioso sobre Josh Bodom en un torneo Qualifier partido celebrado en Londres, Inglaterra por RPW.
El torneo, ahora renombrado el "Clásico Cruiserweight", comenzó el 23 de junio con Dar derrotando a Gurv Sihra en su fósforo de la primera ronda. El 14 de julio, Dar derrotó Ho Ho Lun en su emparejamiento de la segunda ronda. El 26 de agosto, Dar fue eliminado del torneo en los cuartos de final por Zack Sabre Jr. Durante el final del WWE Cruiserweight Classic, Dar se unió con Cedric Alexander en un esfuerzo perdedor contra Tommaso Ciampa y Johnny Gargano.

#### 205 Live (2016-2019)
En el episodio del 22 de agosto de Raw, Dar fue anunciado como parte de la próxima división de peso crucero y había firmado con WWE en el proceso.
En el episodio del 7 de noviembre de Raw, Dar se unió con The Brian Kendrick en un esfuerzo perdedor contra Rich Swann y Sin Cara en su debut en la lista principal. En el episodio del 6 de diciembre de WWE 205 Live, Dar fue victorioso sobre Cedric Alexander. Después del partido, Dar cortó una villana promoción dedicando su victoria a la novia de Cedric Alexander, Alicia Fox, estableciéndose como un heel en el proceso. Dar se determinó a ganar el amor de Fox, tratando de seducirla dos semanas más tarde después de su revancha con Alexander, que perdió. En el episodio del 10 de enero de 2017 de 205 Live, Dar derrotaría a Alexander después de que Fox interfiriera y confundiera a Dar. Después de que Alexander rompiera con Fox, ella comenzaría una relación con Dar.
En el episodio del 23 de febrero en 205 Live, Dar competiría en un combate de eliminación de 5 esquinas para determinar el contendiente #1 al Campeonato de Peso Crucero de WWE contra Cedric Alexander, Jack Gallagher, Mustafa Ali y TJ Perkins, que fue ganado por Gallagher. En Fastlane, Dar se unió con Brian Kendrick en un esfuerzo perdedor contra Rich Swann y Akira Tozawa. 
En diciembre de 2017, Drew Gulak y Ariya Daivari confirmaron que Dar había sufrido una lesión en la rodilla y que estaría entre 4 y 5 meses de baja, El 20 de junio de 2018 en el torneo del Campeonato Británico de la WWE (2018), Dar volvió a la acción como face en Fatal 4-Way, derrotando a Flash Morgan Webster, Mark Andrews y Travis Banks para convertirse en el contendiente número uno por el Campeonato Británico de WWE.
El 3 de julio, Dar regresó a 205 Live, derrotando a  TJP y face por primera vez en su permanencia en WWE en el proceso.

#### NXT UK (2018–2022)
El 17 de octubre, en el primer episodio de NXT UK, Dar desafió sin éxito a Pete Dunne por el Campeonato WWE del Reino Unido en el evento principal.
El 13 de febrero, Al día siguiente en NXT UK, derrota a Jordan Devlin con una distracción de Travis Banks. Después de la, Devlin ataca a Dar.
En el episodio del 13 de marzo de 2019 de NXT UK, Dar giró el talón al odiar a los pesos de crucero en NXT UK la oferta Mark Andrews un apretón de manos y luego intentó atacar a Andrews, quien respondió y sacó a Dar del ring.
El 7 de mayo de 2019 volvió a 205 Live, enfrentándose a Ariya Daivari en el que mostró un actitud de face durante el combate, aunque salió derrotado frente a Daivari.
En NXT UK transmitido el 12 de marzo derrotó a Ligero, y en NXT UK transmitido el 26 de marzo, derrotó a A-Kid, después de la transmisión de NXT UK, encaró al Campeón Peso Crucero de NXT Jordan Devlin.
En el 10 septiembre, Dar fue anunciado como participante del torneo de Heritage Cup de NXT UK. En el NXT UK del 17 de septiembre, fue derrotado por Ilja Dragunov, la siguiente semana en NXT UK, se anunció que se enfrentaría a Alexander Wolfe con Pete Dunne como árbitro especial invitado en el cruce de apertura del Heritage Cup de NXT UK, la siguiente semana en NXT UK, derrotó a Alexander Wolfe en la primera ronda del Torneo por la Heritage Cup de NXT UK, ganando 2-1, con Pete Dunne como árbitro especial invitado, clasificando a la semifinales del Torneo. En el NXT UK del 5 de noviembre, se enfrentó a A-Kid en las semifinales del Torneo de la Heritage Cup de NXT UK, sin embargo perdió.
Comenzando el 2021, en el NXT UK emitido el 7 de enero, se presentó con su talk-Show Supernova Sessions teniendo de invitado al debutante Ben Carter, pero fueron interrumpidos por el Campeón Peso Crucero de NXT Jordan Devlin porque no fue invitado antes que Carter, por lo que Dar argumento que no era el verdadero Campeón Crucero. En el NXT UK emitido por el 11 de febrero, presentó su segmento Supernova Sessions, teniendo como invitado a Sha Samuels, en donde Sid Scala pactó un combate entre A-Kid contra Samuels por la Copa Heritage de NXT UK, en el NXT UK emitido el 4 de marzo, presentó su segmento Supernova Sessions entrevistando a Tyler Bate molestándolo por su derrota ante A-Kid por la Copa Heritage de NXT UK, empezando un breve feudo contra Bate, en el NXT UK emitido el 18 de marzo, el Gerente General de NXT UK Jhonny Saint anunció que en NXT UK: Prelude, se enfrentará a Tyler Bate en un Heritage Cup Rules Match por una oportunidad a la Copa Heritage de NXT UK de A-Kid. Dar comenzó a presentar su propio programa de entrevistas llamado "Supernova Sessions" y comenzó una asociación en pantalla con su amigo de la vida real Sha Samuels. En el episodio del 7 de octubre de NXT UK, Dar derrotó a Wolfgang para convertirse en el próximo contendiente #1 a la Copa Heritage de NXT UK. En el episodio del 28 de octubre de NXT UK , Dar derrotó a Tyler Bate 2-1 para ganar el Campeonato de la Copa Heritage de NXT UK, ganando su primer campeonato en la WWE en el proceso y convirtiéndose en el primer campeón de ascendencia israelí en la historia de la compañía. En el episodio del 14 de julio de NXT UK, Noam Dar perdió el Campeonato de la Copa Heritage ante Mark Coffey y el partido terminó en la sexta ronda. Dar recuperaría el Campeonato de la Copa Heritage de manos de Mark Coffey en las grabaciones del 7 de julio de NXT UK .

#### NXT (2023–presente)
Tras el cierre de la marca NXT UK en septiembre de 2022, Dar, junto con la Copa Heritage, hizo una pausa en WWE. Luego apareció en el episodio del 4 de abril de 2023 de NXT. Haciendo su debut para la marca NXT, Dar parecía buscar un nuevo retador para su renombrado Copa Heritage de NXT. Dar luego hizo su debut en el ring de NXT en el episodio del 18 de abril, derrotando a Miles Borne en un combate sin la Copa en juego, en el episodio de NXT del 2 de mayo, interfirió en contra de Dragon Lee en su combate ante JD McDonagh, la siguiente semana en NXT, invitó a Dragon Lee a su "Super Nova Sessions". En NXT No Mercy, derrotó a Butch (2-1) a su favor y retuvo la Copa Heritage de NXT, aunque durante su combate, Gallus interfirió para atacar a Butch & Tyler Bate. En la Noche 2 de NXT Halloween Havoc, va junto a sus compañeros de Meta-Four (Jakara Jackson, Lash Legend & Oro Mensah) disfrazados del elenco de Scooby Doo, en busca de la Copa Heritage de NXT que Akira Tozawa le robó, llegando a una mansión embrujada, dónde Dar logra encontrar a la Copa Heritage, pero Tozawa se la devuelve a cambio de un combate por dicha copa.

## Campeonatos y logros
- British Championship Wrestling
  - BCW Openweight Championship (1 vez)
- Insane Championship Wrestling
  - ICW World Heavyweight Championship (1 vez)[35]
  - ICW Zero-G Championship (2 veces)[36]
  - ICW Zero-G Title Tournament (2010)[37]
- Fighting Spirit Magazine
  - UK Wrestler of the Year Award (2012)[38]
- One Pro Wrestling
  - 1PW Openweight Championship (1 vez)[39]
- Preston City Wrestling
  - PCW Cruiserweight Championship (1 vez)
  - PCW Heavyweight Championship (1 time)[40]
  - Road to Glory Tournament (2013)[41]
  - PBW Tag Team Championship (1 vez) – con Liam Thomson[42][43]
  - King of Cruisers (2012)
- Progress Wrestling
  - Progress World Cup (2014)
- Pro Wrestling Elite
  - PWE World Heavyweight Champion (1 vez)[44]
  - Elite Rumble (2015, 2016)[45]
- WWE
  - NXT UK/NXT Heritage Cup (4 veces)

- Pro Wrestling Illustrated
  - Situado en el Nº106 en los PWI 500 de 2016[46]
  - Situado en el Nº108 en los PWI 500 de 2017[47]